# Arrondissement Segré
Das Arrondissement Segré ist eine Verwaltungseinheit des französischen Départements Maine-et-Loire in der Region Pays de la Loire. Hauptort (Unterpräfektur) ist Segré.
Es umfasst 27 Gemeinden aus drei Kantonen.

## Kantone
- Chalonnes-sur-Loire (mit 5 von 14 Gemeinden)
- Segré-en-Anjou Bleu
- Tiercé (mit 12 von 21 Gemeinden)

## Gemeinden
Die Gemeinden des Arrondissements Segré sind:
| 1. Angrie (49008)             | 2. Armaillé (49010)                 | 3. Bécon-les-Granits (49026)     | 4. Bouillé-Ménard (49036)       |
| 5. Bourg-l’Évêque (49038)     | 6. Candé (49054)                    | 7. Carbay (49056)                | 8. Challain-la-Potherie (49061) |
| 9. Chambellay (49064)         | 10. Chazé-sur-Argos (49089)         | 11. Chenillé-Champteussé (49067) | 12. Erdre-en-Anjou (49367)      |
| 13. Grez-Neuville (49155)     | 14. Juvardeil (49170)               | 15. La Jaille-Yvon (49161)       | 16. Le Lion-d’Angers (49176)    |
| 17. Les Hauts-d’Anjou (49080) | 18. Loiré (49178)                   | 19. Miré (49205)                 | 20. Montreuil-sur-Maine (49217) |
| 21. Ombrée d’Anjou (49248)    | 22. Saint-Augustin-des-Bois (49266) | 23. Sceaux-d’Anjou (49330)       | 24. Segré-en-Anjou Bleu (49331) |
| 25. Thorigné-d’Anjou (49344)  | 26. Val d’Erdre-Auxence (49183)     |                                  |                                 |

## Neuordnung der Arrondissements 2017

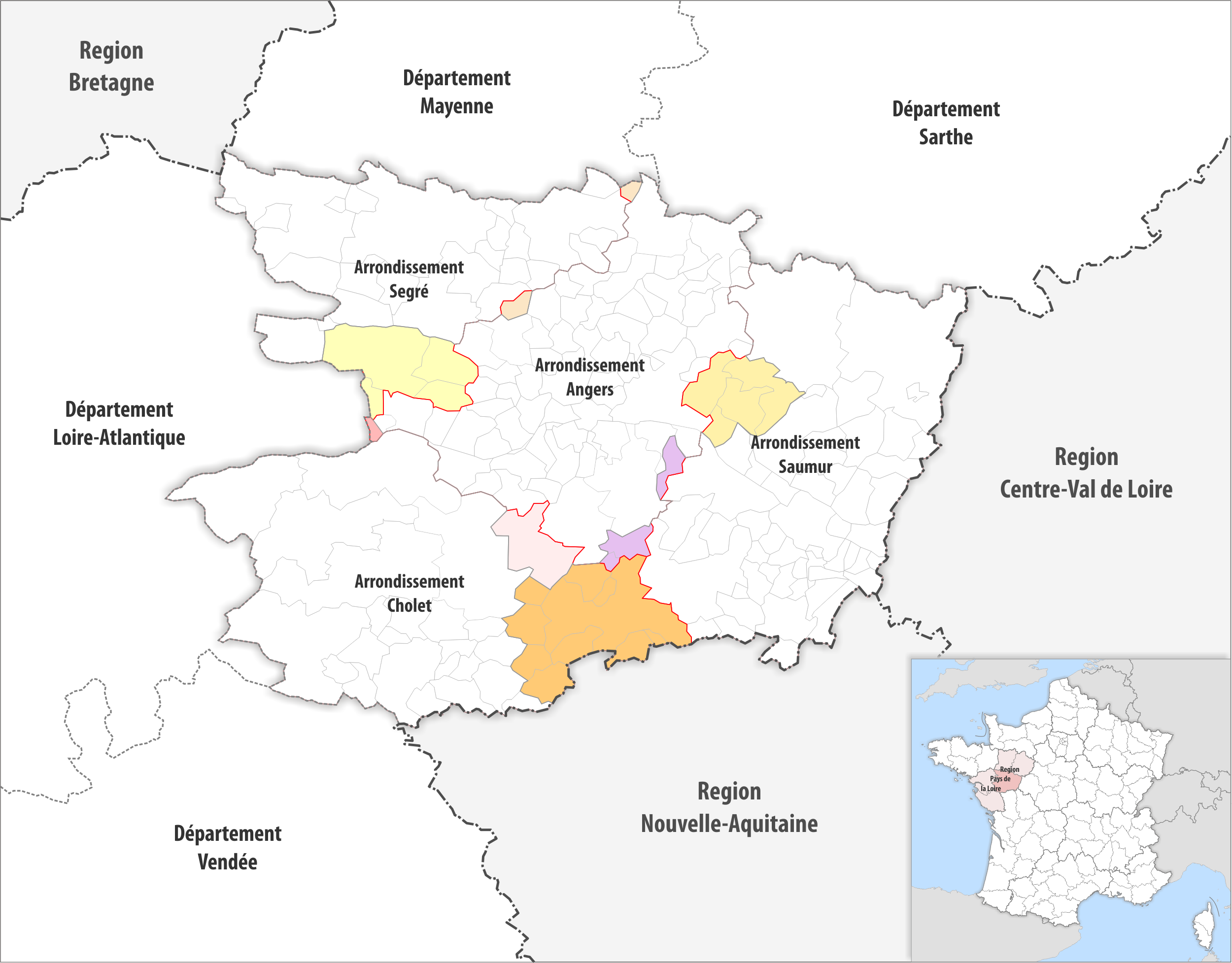
Arrondissementsanpassungen im Jahr 2017

Durch die Neuordnung der Arrondissements im Jahr 2017 wurde aus dem Arrondissement Segré die Fläche der zwei ehemaligen Gemeinden Chemiré-sur-Sarthe und Pruillé dem Arrondissement Angers zugewiesen.
Dafür wechselte aus dem Arrondissement Angers die Fläche der vier Gemeinden Bécon-les-Granits, Saint-Augustin-des-Bois, Saint-Sigismond und Val d’Erdre-Auxence zum Arrondissement Segré.

## Ehemalige Gemeinden seit der landesweiten Neuordnung der Arrondissements
bis 2023: Saint-Sigismond
bis 2018: Châteauneuf-sur-Sarthe, Les Hauts d’Anjou (alt)
bis 2017: Freigné
bis 2016: Andigné, Aviré, Brissarthe, Champigné, Champteussé-sur-Baconne, Châtelais, Chazé-Henry, Chenillé-Changé, Cherré, Combrée, Contigné, Grugé-l’Hôpital, L’Hôtellerie-de-Flée, La Chapelle-Hullin, La Chapelle-sur-Oudon, La Cornuaille, La Ferrière-de-Flée, La Prévière, Le Bourg-d’Iré, Le Lion-d’Angers, Le Louroux-Béconnais, Le Tremblay, Louvaines, Marans, Marigné, Montguillon, Noëllet, Noyant-la-Gravoyère, Nyoiseau, Pouancé, Querré, Sainte-Gemmes-d’Andigné, Saint-Martin-du-Bois, Saint-Michel-et-Chanveaux, Saint-Sauveur-de-Flée, Segré, Sœurdres, Vergonnes, Villemoisan
bis 2015: Brain-sur-Longuenée, Gené, La Pouëze, Vern-d’Anjou